# Jürgen Leskien
Jürgen Leskien (* 19. Oktober 1939 in Berlin-Friedrichshain) ist ein deutscher Schriftsteller und Entwicklungshelfer.

## Leben
Leskien absolvierte eine Ausbildung zum Motorenschlosser. Ab 1957 war er in den Luftstreitkräften der Nationalen Volksarmee der DDR als Offizier, Flugzeugführer, Fluglehrer, Navigator u. a. an der Jagdfliegerschule beschäftigt. Er setzte sich mit dem Verhältnis von Mensch und Technik auseinander, z. B. in der armeeinternen Arbeit „Psychologische Aspekte des Kunstfluges auf dem Übungsflugzeug JAK 18A“. Mit dem Abschluss „Ingenieur für zivile Flugsicherung“ wurde er 1972 aus der NVA entlassen.
1972 erschien sein Buchdebüt, „Sturz aus den Wolken“ (Erzählung, Verlag Neues Leben). Ab 1972 studierte Leskien an der Theaterhochschule Leipzig, die er 1977 mit einer Diplomarbeit über Heinrich von Kleist abschloss. Bis 1978 war er Dramaturg beim DDR-Fernsehen in Berlin. Im Zeitraum von 1975 bis 1988 verfasste er fünf Drehbücher.
Als Mitglied einer FDJ-Solidaritätsbrigade in Angola in den Jahren 1978/79, 1981 und 1982 arbeitete er als Kfz-Schlosser im Rahmen der Entwicklungshilfe der DDR. 1983 war er Projektleiter im UNHCR-Flüchtlingscamp für namibische Flüchtlinge Kwanza Sul in Angola. 1988 erschien sein Buch „Shilumbu – was will er in Afrika!“ (Verlag Neues Leben), das bisher einzige literarische Zeugnis des Lebens der namibischen Flüchtlinge im UNHCR-Camp Kwanza Sul. 1988/89 arbeitete er als Werkstattleiter im Entwicklungs- und Ausbildungscamp des ANC in Dakawa (bei Morogoro Tansania).
1991 arbeitete Leskien im Auftrag des Bremer Afrika Archivs und des Centre of Africa Studies der Universität Bremen als Projektleiter im Konversionsprojekt „Ruacana Education with Production Centre“ in Ruacana (Namibia).
Zwischen 1976 und 1989 war Leskien als Inoffizieller Mitarbeiter der DDR-Staatssicherheit unter dem Decknamen Tobias erfasst und tätig.
Mit der Systemtransformation, der Wende in der DDR und nach der Volkskammerwahl 1990 (10. Wahlperiode) war Jürgen Leskien von März bis Oktober 1990 als Abgeordneter der Berliner PDS Mitglied der Volkskammer der DDR. Er arbeitete u. a. im „Ausschuss für Entwicklungspolitik“ und im „Kulturausschuss“ mit. Als Parlamentarier besuchte er 1990 Namibia und wirkte im Regierungsauftrag bei der Rückführung der in der DDR lebenden namibischen Flüchtlingskinder und deren namibische Erzieherinnen mit. 1991 nahm er an der Afrikanischen Buchmesse in Harare (Simbabwe) teil.
1994 war er Mitorganisator der Spendenaktion „Fischkutter für Angola“. 1994 arbeitete er als Maschinenassistent an Bord bei der Überführung des „DDR/Treuhand-Fischkutters“ von Rostock nach Luanda, Angola. Seit 1996 ist er im Natur- und Umweltschutz in Namibia (Region Kunene) engagiert. Er ist Mitglied des Beirates der NGO „Namibia Lion Trust“ mit Arbeitsschwerpunkt: „Bildung und Umwelt“ an der Primary School Onguta (Region Kunene).
Die Arbeit im südlichen Afrika wurde prägend für das schriftstellerische und publizistische Schaffen Leskiens. So erschien u. a. 2022 das Stück „Orlog*“ – Spätes Spiel um Gerechtigkeit (BoD, in deutscher und englischer Sprache). Mit den Mitteln des Theaters bringt sich der Autor in den Dialog um Versöhnung und Wiedergutmachung zwischen Deutschland und Namibia ein. Im Essay „Deutschland – Namibia, Beziehung der ungenutzten Chancen“ (Bundeszentrale für politische Bildung 2020) werden die Beziehungen beider Länder u. a. im historischen Kontext betrachtet.

## Publikationen
- Sturz aus den Wolken. Erzählung. Verlag Neues Leben, Berlin 1972.
- Tobias sucht den Doppeldecker. Kinderbuchverlag Berlin, Berlin 1972 → achte Auflage; Kinderbuchverlag, Berlin 1988, ISBN 978-3-358-00731-0.
- Rote Elefanten und grüne Wolken für Till. Kinderbuchverlag, Berlin 1976 → siebte Auflage; Kinderbuchverlag, Berlin 1987, ISBN 978-3-358-00166-0.
- tschechische Übersetzung: Červení sloni a zelená oblaka. Albatros, Praha 1981.
- Ondjango. Ein angolanisches Tagebuch. Damnitz, München 1980.
- Das Brot der Tropen. Kinderbuchverlag, Berlin 1982.
- Georg. Roman. Kinderbuchverlag, Berlin 1984 → 1985; Drehbuch / Verfilmung.
- Shilumbu. Was will er in Afrika! Verlag Neues Leben, Berlin 1988, ISBN 978-3-355-00785-6.
- Einsam in Südwest. Tagebuchroman. Verlag Neues Leben, Berlin 1991, ISBN 978-3-355-01220-1.
- Kieloben. Die unglaubliche Geschichte einer Seefahrt. Verlag Die Furt, Jacobsdorf 2001, ISBN 978-3-933416-26-1.
- Dunkler Schatten am Waterberg. Afrikanische Nachtgespräche. Schwartzkopff Buchwerke, Berlin 2004, ISBN 978-3-937738-10-9.
- Deutschland – Namibia, Beziehung der ungenutzten Chancen. Essay (Bundeszentrale für politische Bildung / 2020)
- ORLOG* – Spätes Spiel um Gerechtigkeit Stück für Theater (BoD / 2022 Englisch und Deutsch), ISBN 978-3-7557-4649-2

Drehbücher
- 1975: Im Netz bei IMDb
- 1977: Cyankali
- 1977: Auftrag: Überleben[3]
- 1985: Georg[4]
- 1988: Stunde der Wahrheit[5]
- 2000: „Combat Box“ (Treatment)
- 2015: „Die Gier der Meute“ (Treatment)
- 2017: „Geliebte Fremde“ (Treatment)

## Auszeichnungen
- 1978: Erich-Weinert-Literaturpreis
- 1984: Literaturpreis der Stadt Berlin
- 1987: FDGB-Literaturpreis